# Pareriesthis ertli
Pareriesthis ertli är en skalbaggsart som beskrevs av Moser 1919. Pareriesthis ertli ingår i släktet Pareriesthis och familjen Melolonthidae. Inga underarter finns listade i Catalogue of Life.